# Steve Burton
Pour les articles homonymes, voir Burton.
Steve Burton est un acteur américain né le 28 juin 1970 à Indianapolis en Indiana. Il est principalement connu pour le rôle de Jason Morgan dans Hôpital central, de Dylan McAvoy dans "Les Feux de l'Amour" et pour être la voix de Cloud Strife dans les productions de Square Enix.
Steve Burton n'a aucun lien de parenté avec l'actrice Hilarie Burton.

## Filmographie

### Cinéma
- 1994 : CyberTracker (en) : Jared
- 1994 : Red Sun Rising : le patron du bar
- 1995 : CyberTracker 2 : Jared
- 2001 : Le Dernier Château : Capitaine Peretz
- 2005 : Final Fantasy VII: Advent Children : Cloud Strife

### Télévision
- 1982 : Bill Dragon se venge : le policier en civil[1]
- 1983 : Condamnation sans appel : l'agent fédéral
- 1983 : Manimal : un journaliste (1 épisode)
- 1987-1991 : Loin de ce monde : Chris Fuller (58 épisodes)
- 1988 : Des jours et des vies : Harris Michaels
- 1990 : Madame est servie : Tim (1 épisode)
- 1991 : Secret Bodyguard : Rick
- 1991-1994, 1996-2000, 2002-2004, 2006-2012, 2015, 2017 et depuis 2024 : Hôpital central : Jason Morgan
- 2001 : Semper Fi : Steve Russell
- 2002 : Disparition : Capitaine Russell Keys (3 épisodes)
- 2007 : General Hospital: Night Shift : Jason Morgan (13 épisodes)
- 2013-2017 : Les Feux de l'amour : Dylan McAvoy (471 épisodes)
- 2022 : Days of Our Lives: Beyond Salem : Harris Michaels (5 épisodes)

### Jeu vidéo
- 2002 : Kingdom Hearts : Cloud Strife
- 2005 : Kingdom Hearts 2 : Cloud Strife
- 2006 : Dirge of Cerberus: Final Fantasy VII : Cloud Strife
- 2007 : Crisis Core: Final Fantasy VII : Cloud Strife
- 2008 : Dissidia: Final Fantasy : Cloud Strife
- 2010 : Kingdom Hearts: Coded : Cloud Strife
- 2011 : Dissidia 012: Final Fantasy : Cloud Strife

## Distinctions

### Nominations
- 1993 : Soap Opera Digest Awards du meilleur jeune acteur principal dans une série télévisée dramatique pour le rôle de Jason Morgan dans Hôpital central (1963-).
- 1994 : Soap Opera Digest Awards du meilleur jeune acteur principal dans une série télévisée dramatique pour le rôle de Jason Morgan dans Hôpital central (1963-).
- Daytime Emmy Awards 1997 : Daytime Emmy Award du meilleur jeune acteur dans une série télévisée dramatique pour le rôle de Jason Morgan dans Hôpital central (1963-).
- 2000 : Daytime Emmy Awards du meilleur acteur dans un second rôle dans une série télévisée dramatique pour le rôle de Jason Morgan dans Hôpital central (1963-).
- Daytime Emmy Awards 2005 : Daytime Emmy Award du meilleur acteur dans une série télévisée dramatique pour le rôle de Jason Morgan dans Hôpital central (1963-).
- 2011 : Gold Derby Awards du meilleur acteur principal dans une série télévisée dramatique pour le rôle de Jason Morgan dans Hôpital central (1963-).
- 41e cérémonie des Daytime Emmy Awards 2014 : Meilleur acteur dans un second rôle dans une série télévisée dramatique pour le rôle de Dylan McAvoy dans Les Feux de l'amour (1973-).
- 43e cérémonie des Daytime Emmy Awards 2016 : Meilleur acteur dans un second rôle dans une série télévisée dramatique pour le rôle de Dylan McAvoy dans Les Feux de l'amour (1973-).
- 47e cérémonie des Daytime Emmy Awards 2020 : Meilleur acteur dans un second rôle dans une série télévisée dramatique pour le rôle de Dylan McAvoy dans Les Feux de l'amour (1973-).
- Daytime Emmy Awards 2021 : Daytime Emmy Award du meilleur acteur dans une série télévisée dramatique pour le rôle de Dylan McAvoy dans Les Feux de l'amour (1973-).

### Récompense
- 1997 : Soap Opera Digest Awards du meilleur jeune acteur principal dans une série télévisée dramatique pour le rôle de Jason Morgan dans Hôpital central (1963-).
- 1998 : Daytime Emmy Awards du meilleur acteur dans un second rôle dans une série télévisée dramatique pour le rôle de Jason Morgan dans Hôpital central (1963-).
- 1998 : Online Film & Television Association Awards du meilleur acteur dans une série télévisée dramatique pour le rôle de Jason Morgan dans Hôpital central (1963-).
- 1998 : Soap Opera Digest Awards du meilleur jeune acteur principal dans une série télévisée dramatique pour le rôle de Jason Morgan dans Hôpital central (1963-).
- 1999 : Soap Opera Digest Awards de la star masculine le plus hot dans une série télévisée dramatique pour le rôle de Jason Morgan dans Hôpital central (1963-).
- 2003 : Soap Opera Digest Awards du meilleur acteur dans un second rôle dans une série télévisée dramatique pour le rôle de Jason Morgan dans Hôpital central (1963-).
- 44e cérémonie des Daytime Emmy Awards 2017 : Meilleur acteur dans un second rôle dans une série télévisée dramatique pour le rôle de Dylan McAvoy dans Les Feux de l'amour (1973-).